# Podklanc
Podklanc je naselje v Občini Dravograd.